# Emil Bürde
Emil Bürde (* 6. März 1827 in Berlin; † 22. Februar 1898 in Wien) war ein deutscher Theaterschauspieler.

## Leben und Wirken
Er war der Sohn des preußischen Baurates Georg Heinrich Bürde. Nach dem Schulbesuch nahm er eine Schauspielausbildung bei Ludwig Tieck in Berlin gemeinsam mit Friedrich Haase auf. Seine ersten Auftritte hatte er als jugendlicher Held und Liebhaber 1847 in Köln. Später ging er nach Altona, Hamburg und Riga. Von 1853 bis 1860 trat er am Königlichen Hoftheater in Dresden auf, wo er hauptsächlich Emil Devrient bei Abwesenheit in dessen Rollen vertrat. Danach ging Büde als Lehrer an das Konservatorium für Musik nach Wien.
Er heiratete die Sängerin Jenny Bürde-Ney. Aus der gemeinsamen Ehe gingen die Hofschauspielerin Jenny Gollmer-Bürde in Coburg und der Hofopernsänger Robert Bürde in Weimar hervor.